# Uvån
Uvån är en å som rinner genom tätorten Hagfors i Värmland. Sista sträckan från Rådasjön till Klarälven kallas Årosälven. Den är Klarälvens största biflöde, med en medelvattenföring på 22 m3/s vid mynningen i Klarälven. Uvån har sina källflöden i södra delarna av Malung-Sälens kommun och mynnar i Klarälven vid Råda.  Det naturliga loppet innehåller många forsar och fall, men älven är dämd på många ställen och norr om Hagfors bildar den bland andra sjöarna Naren och Kvien. På sin väg mot Klarälven flyter ån också genom orterna Uvanå, Gustavsfors, Geijersholm och Uddeholm.

## Ekonomisk betydelse
De många fallen i Uvån med biflöden har använts som kraftkälla till ett flertal järnbruk sedan 1600-talet. Stjärnsfors bruk som var ursprunget till Uddeholmskoncernen grundades 1668 och låg vid ett av de sista fallen innan utloppet i Klarälven. Uddeholmshyttan anlades 1724 och Gustavsfors vid Knoälvens utlopp i Uvån startade 1746. Även i Uvanå och Traneberg fanns bruk. 1873 fattade Uddeholmsbolagets styrelse beslut om att anlägga ett järnverk vid Hagforsen. Runt Hagfors järnverk växte staden Hagfors fram.

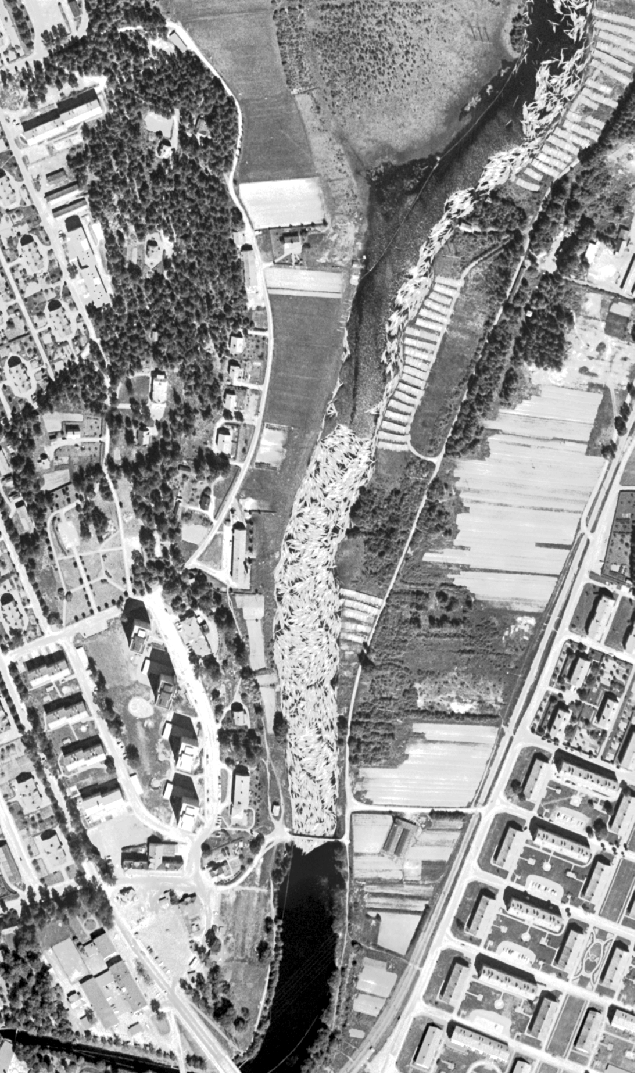
Timmerflottning på Uvån i centrala Hagfors, cirka 1960.

Uvån var också viktig som transportled. Järn och malm fraktades till och från bruken på pråmar fram till att järnvägen tog över mycket av transporterna när NKlJ-banan byggdes i slutet av 1800-talet. Timmer flottades på ån och vidare på Klarälven till sågar och massafabriker i södra Värmland. Flottningen pågick ända fram till 1970-talet.
Under 1900-talet började bruken elektrifieras och Uddeholmsbolaget byggde kraftverk både i Klarälven och i Uvån. Det första kraftverket i Uvån var Malta som togs i drift 1914. Uvån är det mest reglerade av alla Klarälvens biflöden med sina tio kraftverk och cirka 30 regleringsdammar. Innan Höljesdammen byggdes stod Uvåsystemet nästan ensamt för regleringen av Klarälvens flöde för att jämna ut flödet och därmed kraftproduktionen i de många verken nedströms utloppet i Råda.

## Miljöpåverkan
Ekosystemen är kraftigt påverkade av den långvariga industriella verksamheten, de många reglerdammarna och kraftverken samt av rensning för timmerflottningen. Öring och lax fanns i älven fram till 1600-talet. Efter anläggandet av Stjärnsfors bruk kunde laxen inte längre vandra fritt och är därför utdöd. Små fragmenterade bestånd av öring finns ännu kvar. Sjön Värmullen vid Hagfors är starkt påverkad av historiska utsläpp från den industriella verksamheten i järnverket.

## Vattenkraft

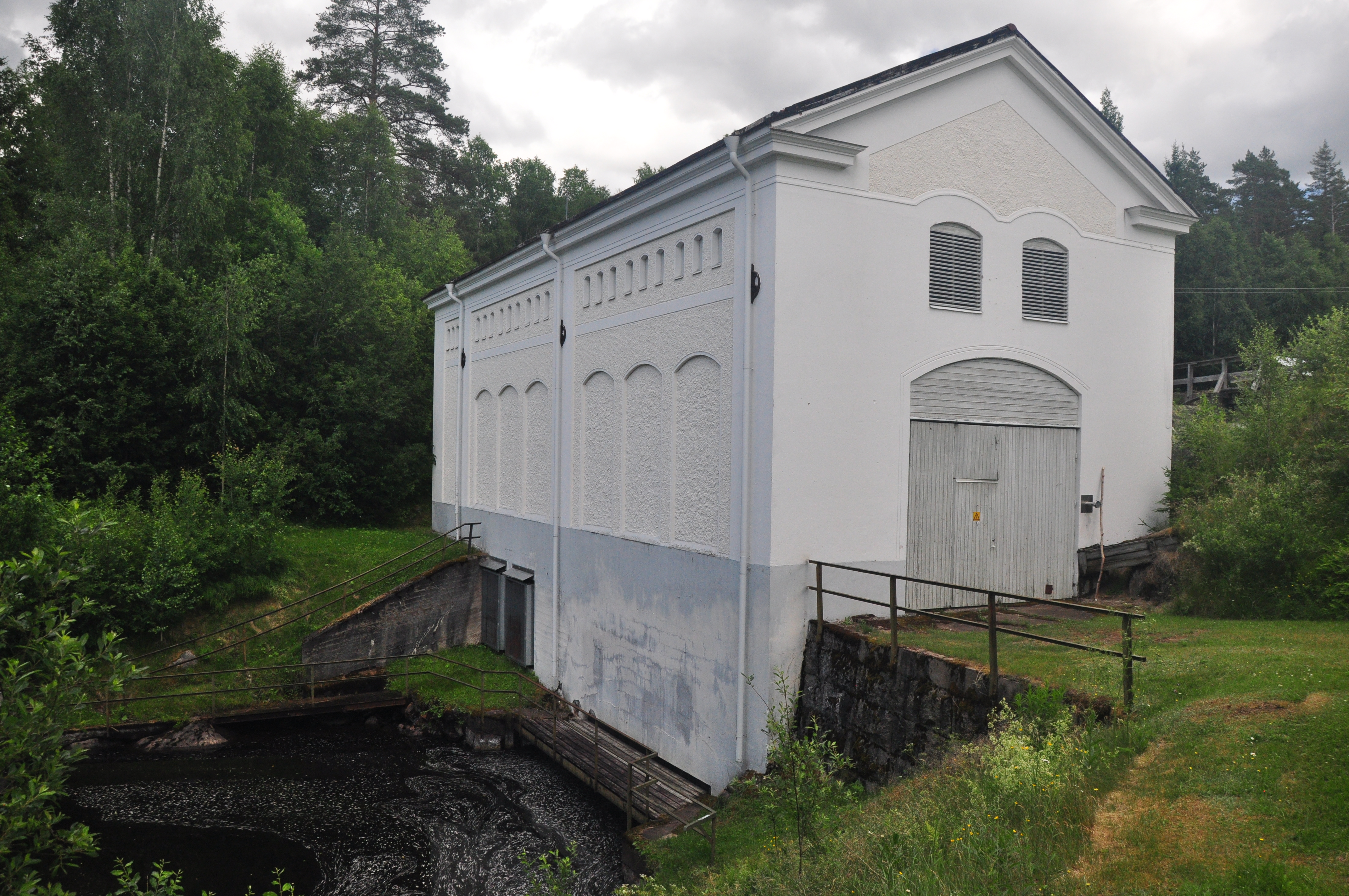
Malta var det första kraftverket som byggdes i Uvån.

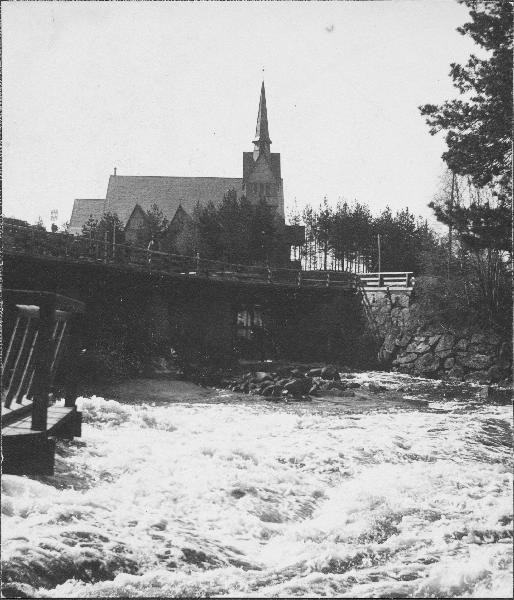
Hagforsen i Uvån med Hagfors kyrka i bakgrunden.

Uvån med biflöden har tio vattenkraftverk som byggdes mellan 1914 och 1989. Total installerad effekt är cirka 35 MW. De åtta sydligaste byggdes av Uddeholmsbolaget och ägs idag av Fortum. De två nordligaste verken ägs av Malungs Elverk och byggdes på 1980-talet efter en överenskommelse mellan Malungs Elverk och dåvarande Uddeholms Kraft.
|    | Kraftverk                   | Installerad effekt | Genomsnittlig årsproduktion | Fallhöjd       | Uppstart |
| -- | --------------------------- | ------------------ | --------------------------- | -------------- | -------- |
| 1  | Råda                        | 2 MW               | 8 GWh                       | 5,9 m          | 1938     |
| 2  | Stjern                      | 1,9 MW             | 8,5 GWh                     | 8,5 m          | 1921     |
| 3  | Hagfors                     | 5,7 MW             | 21,5 GWh                    | 23 m           | 1931     |
| 4  | Malta                       | 6,1 MW             | 26,5 GWh                    | 29 m           | 1914     |
| 5  | Traneberg (Tranebergsälven) | 0,8 MW             | 1,5 GWh                     | 19 m           | 1949     |
| 6  | Knon (Knoälven)             | 6 MW               | 24 GWh                      | 29,7 m         | 1916     |
| 7  | Laggåsen (Laggälven)        | 1,8 MW             | 3,5 GWh                     | 44 m           | 1953     |
| 8  | Nain                        | 7 MW               | 26,5 GWh                    | 45 m           | 1916     |
| 9  | Björnåsen                   | uppgift saknas     | uppgift saknas              | uppgift saknas | 1989     |
| 10 | Kvien                       | uppgift saknas     | uppgift saknas              | 22 m           | 1989     |